# Kate Maberly
Kate Elizabeth Cameron Maberly (Surrey, 14 maart 1982) is een Engels actrice die als achtjarige debuteerde in de televisiefilm Ex. Ze won in 1994 een Special Achievement Award tijdens de London Critics Circle Film Awards voor haar rol in The Secret Garden. Haar zes jaar oudere zus Polly Maberly werkt eveneens als actrice.
Maberly speelde behalve in films ook gastrolletjes in A Touch of Frost en evenals haar zus in een aflevering van Midsomer Murders. Daarnaast heeft ze drie broers, Jack, Thomas en Guy, de jongste van de familie.

## Filmografie
- Boogeyman 3 (2008)
- Popcorn (2007)
- Like Minds (2006)
- Finding Neverland (2004)
- The Audition (2004)
- Daniel Deronda (2002, televisiefilm)
- Simon: An English Legionnaire (2002)
- Victoria & Albert (2001, televisiefilm)
- The Last of the Blonde Bombshells (2000, televisiefilm)
- Gooseberries Don't Dance (1999)
- Mothertime (1997, televisiefilm)
- Gobble (1997, televisiefilm)
- Gulliver's Travels (1996, televisiefilm)
- The Langoliers (1995, miniserie)
- Friendship's Field (1995)
- The Secret Garden (1993)
- Ex (1991, televisiefilm)

- Biblioteca Nacional de España: XX1119426
- Bibliothèque nationale de France: cb14201559b (data)
- International Standard Name Identifier: 0000 0001 1476 8756
- Library of Congress Control Number: no2004055585
- Nationale Bibliotheek van Tsjechië: xx0082299
- Nationale Bibliotheek van Israël: 987007393157405171
- Nederlandse Thesaurus van Auteursnamen: 125448937
- Système universitaire de documentation: 063057220
- Trove: 1457739
- Virtual International Authority File: 86816962
- WorldCat: E39PBJmhTRXdYRbCpFYwbrVwG3